# Thomaskirche (Elmshorn)

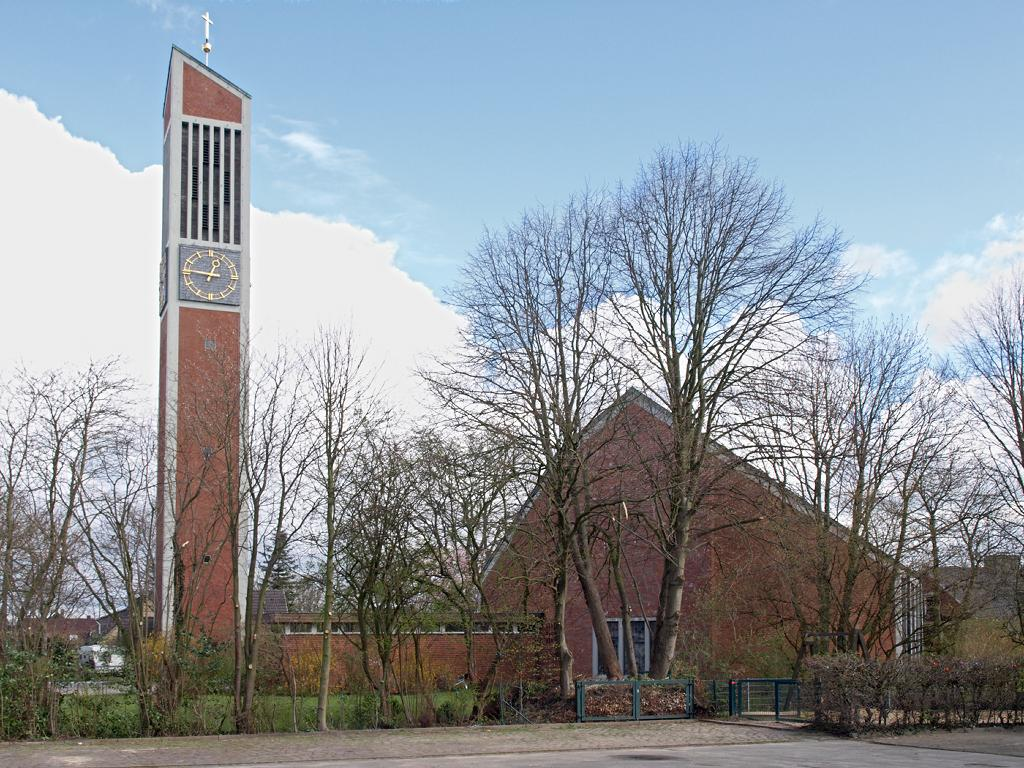
Thomaskirche von Süden gesehen

Die evangelisch-lutherische Thomaskirche liegt in einem Wohngebiet nördlich der Elmshorner Innenstadt, der Siedlung. Sie wurde 1964 eingeweiht, die Pläne zeichnete der Elmshorner Architekt Werner Thee und stattete sie mit ihrem markanten, einzeln stehenden Turm mit 41 m Höhe aus, der noch von Weitem zu sehen ist.
Der Sakralraum ist ausgestattet mit einer klangschönen, zweimanualigen Beckerath-Orgel aus dem Jahr 1966, sie hat 2226 Pfeifen und wurde in Hamburg gefertigt. Die bunten Glasfenster hinter dem Altar stammen von dem Künstler Charles Crodel. Der Friedensleuchter neben dem Altar wurde vom Kunstschmied Henning Holm gefertigt. Die Traustühle sind Unikate von dem Großbuchwalder Künstler Marais Meyer. Er fertigte sie aus einer einzigen Ulme.
Die Gemeinde zählt ca. 3300 Gemeindemitglieder.

## Namenspatron
Der Apostel Thomas. Er glaubte erst an die Auferstehung, als er Jesu Wundmale berühren durfte (Joh 20,24. 29 ). Später missionierte er der Legende nach in Indien und erlitt dort den Märtyrertod.

## Partnerschaften
Die Gemeinde pflegt eine intensive Partnerschaft zu ihrer ev.-luth. Partnergemeinde in Loitoktok (Kenia), diese Partnerschaft besteht seit 1995. Es gab schon einige Besuche durch Delegationen aus beiden Ländern, so war 2004 eine Delegation aus Jugendlichen der Gemeinde in Loitoktok und 2006 eine Delegation kenianischer Jugendlicher in Elmshorn. Die Thomasgemeinde hält auch Kontakt zur Reformationsgemeinde in Beit Jallah Palästina.